# Hérouël

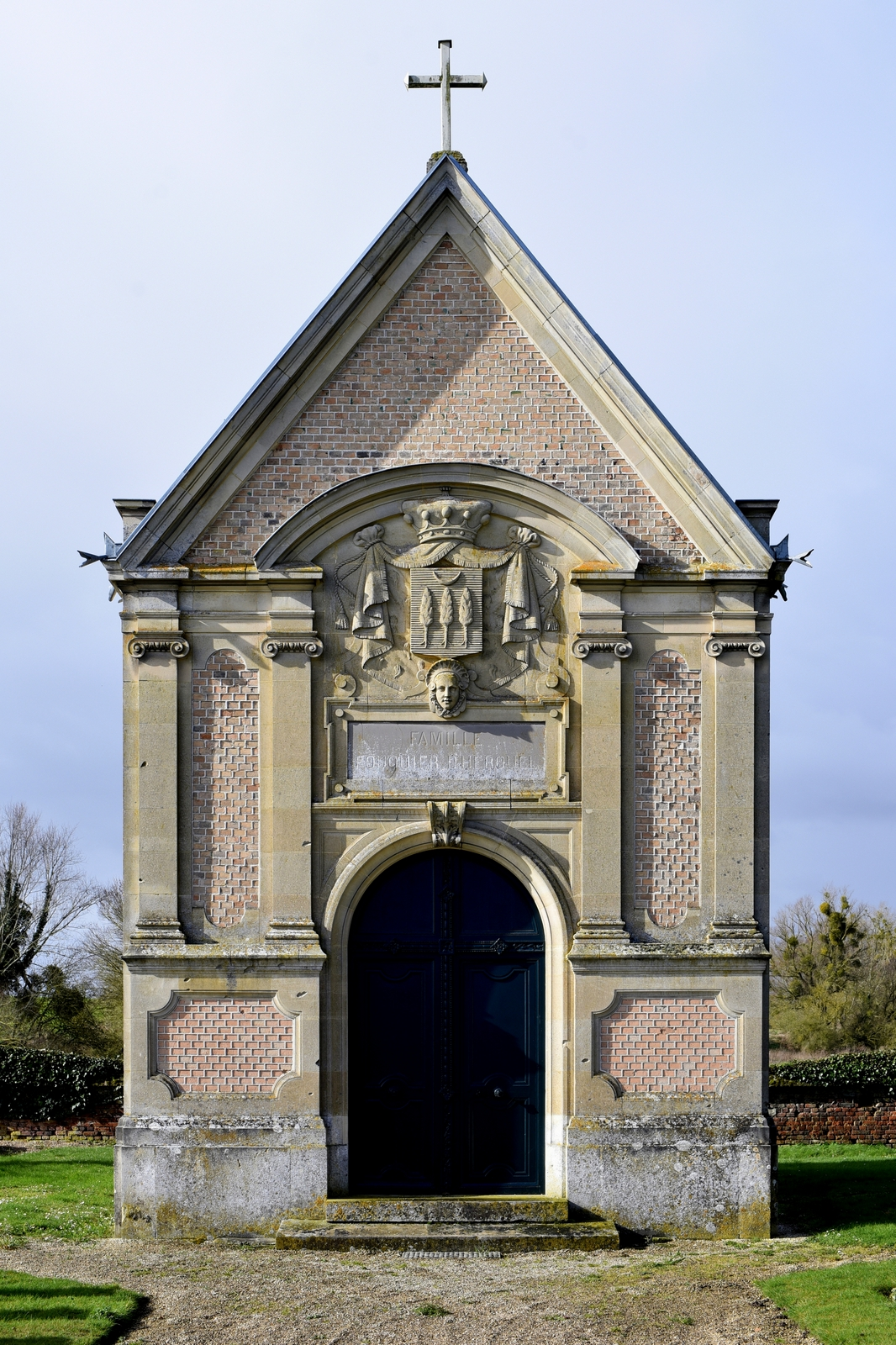
Chapelle des Fouquier d'Hérouël

Hérouël est une ancienne commune française, située dans le département de l'Aisne en région Hauts-de-France. Elle est actuellement intégrée à la commune de Foreste.

## Toponymie
Le nom de la localité est attesté sous les formes Lihiriwez (1132) ; Lihurweis (1151) ; Le Hérovez ; Heroez (1221) ; Heroes (1230) ; Herouues (1230) ; Heroues (1255) ; Leherues (1264) ; Herouez (1438) ; Herouez-en-Vermendois (1588) ; Heroué (1601) ; Hérouel-en-Vermandois (1767).

Hérouël est d'origine celtique ou gauloise. Hérouël désigne un lieu bordant un ru (de rhinein « couler »).

## Histoire
La commune d'Hérouël a été créée lors de la Révolution française. Le 25 mai 1843, elle absorbe par ordonnance, la section d'Auroir de la commune d'Auroir-Aubigny, qui est supprimée,. La nouvelle entité prend le nom de Foreste.

## Administration
Jusqu'à l'absorption de la section d'Auroir en 1843, la commune faisait partie du canton de Vermand dans le département de l'Aisne. Elle appartenait aussi à l'arrondissement de Saint-Quentin depuis 1801 et au district de Saint-Quentin entre 1790 et 1795. La liste des maires d'Hérouël est :
| Période                                  | Période | Identité | Étiquette | Qualité |
| ---------------------------------------- | ------- | -------- | --------- | ------- |
|                                          |         |          |           |         |
| Les données manquantes sont à compléter. |         |          |           |         |

## Démographie
Jusqu'en 1843, la démographie d'Hérouël était :
| 1793 | 1800 | 1806 | 1821 | 1831 | 1836 | 1841 |
| ---- | ---- | ---- | ---- | ---- | ---- | ---- |
| 150  | 144  | 162  | 173  | 242  | 304  | 270  |

## Personnalités liées à la commune
- Pierre-Éloi Fouquier d'Hérouël (1744-1810) ; homme politique français.
- Antoine Fouquier d'Hérouel (1784-1852) ; homme politique français.